# Cornwall Regional Airport
Cornwall Regional Airport är en flygplats i Kanada.   Den ligger i provinsen Ontario, i den sydöstra delen av landet, 100 km öster om huvudstaden Ottawa. Cornwall Regional Airport ligger 50 meter över havet.